# Ethan Hawke
Ethan Green Hawke (Austin, 1970. november 6. –) négy Oscar-díjra és egy Tony-díjra jelölt amerikai színész, rendező és forgatókönyvíró.
Három játékfilmet, három off-Broadway színdarabot és egy dokumentumfilmet rendezett. Három regényt és egy képregényt is írt. Az 1985-ös Űrrandevú sci-fi filmmel debütált, az áttörést pedig az 1989-es Holt költők társasága című filmdráma hozta meg számára. Több filmben is feltűnt, mielőtt szerepet vállalt volna az 1994-es Nyakunkon az élet-ben, amelyért a kritikusok elismerően nyilatkoztak róla. Hawke Julie Delpy mellett szerepelt Richard Linklater Mielőtt felkel a nap című trilógiájában: Mielőtt felkel a Nap (1995), Mielőtt lemegy a Nap (2004) és Mielőtt éjfélt üt az óra (2013).
Hawke-ot kétszer jelölték a legjobb adaptált forgatókönyvért és a legjobb férfi mellékszereplőnek járó Oscar-díjra is: a Mielőtt lemegy a Nap és a Mielőtt éjfélt üt az óra című filmekhez való írói hozzájárulását, valamint a Kiképzés (2001) és a Sráckor (2014) című filmekben nyújtott alakítását. Mindkét filmért Screen Actors Guild-díjra, valamint a Brit Filmakadémia és a Golden Globe-díjra is jelölték. A Chelsea Walls (2001) című filmmel debütált rendezőként. További filmjei közé tartozik a Gattaca (1997) sci-fi dráma, a Hamlet modern feldolgozása (2000), Sidney Lumet Mielőtt az ördög rádtalál (2007) bűnügyi drámája és a Sinister (2012) című horrorfilm. 2018-ban a kritikusok elismerését kapta Paul Schrader A hitehagyott (2017) című drámájában nyújtott protestáns lelkészi alakításáért, amelyért számos elismerést is kapott, többek között a New York-i Filmkritikusok Köre legjobb színészének járó díját, az Independent Spirit Award legjobb férfi főszereplőnek járó díját, valamint a Critics' Choice Movie Award legjobb színésznek járó díjra való jelölését. A következő évben rendezte harmadik nagyjátékfilmjét, a Blaze-t (2018).
Filmes munkái mellett számos színházi produkcióban is szerepelt. A Broadway-n 1992-ben debütált Anton Csehov A sirály című darabjában, 2007-ben pedig Tony-díjra jelölték a legjobb színészi alakításért Tom Stoppard Az utópia partja című darabjában nyújtott alakításáért. 2010-ben Hawke rendezte Sam Shepard A Lie of the Mind című darabját, amelyért Drama Desk-díjra jelölték kiemelkedő színdarab rendezéséért. 2018-ban főszerepet játszott a Roundabout Theater Company által készített, Sam Shepard True West című darabjának felújításában Paul Dano oldalán.

## Gyermekkora és családja
Hawke szülei a születése idején a Texasi Egyetem diákjai voltak, és öt évvel később elváltak. 1980-ban édesanyjával Atlantából New Yorkba költözött. Iskoláit a Packer Collegiate Institute-ban és a West Windsor-Plainsboro High School Southban végezte. 1988-ban végzett a Hun School of Princetonban, majd a McCarter Theatre-ban dolgozott. Első szerepét 1982-ben, tizenkét évesen játszotta el. Színészetet tanult az angliai British Theatre Associationben, majd beiratkozott a Carnegie Mellon Universityre.

## Pályafutása
Tizennégy éves volt, amikor 1985-ben szerepelt az Űrrandevú című sci-fiben, tizennyolc évesen pedig a Holt költők társasága (1989) című filmdrámában tűnt fel.

## Magánélete

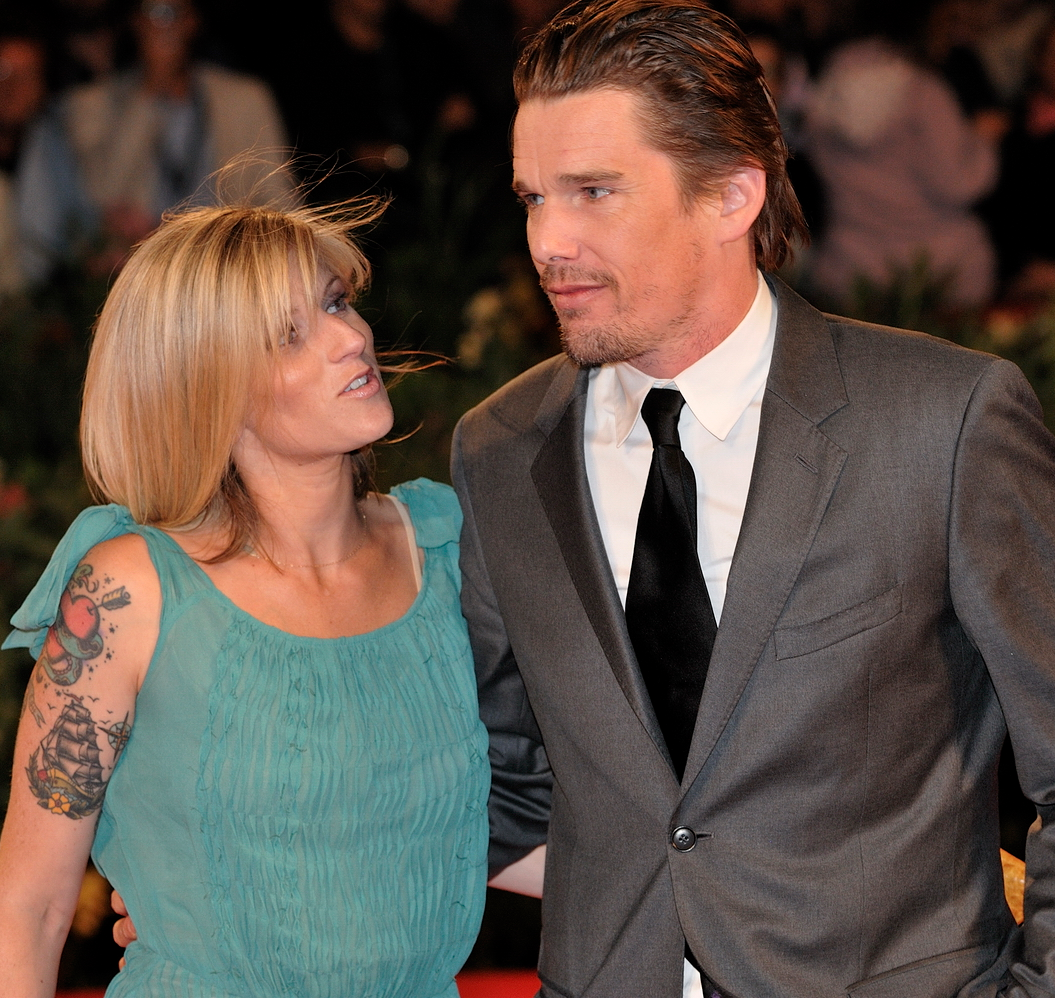
Hawke feleségével, Ryannel a 2009-es Velencei Nemzetközi Filmfesztiválon

Hawke a New York-i Brooklyn szomszédságában, Boerum Hillben él, és egy kis sziget tulajdonosa a kanadai Új Skóciában. Apai ágon másod-unokatestvére Tennessee Williamsnek. Hawke anyai nagyapja, Howard Lemuel Green 1967 és 1975 között a texasi Tarrant megye választott bírája volt, öt cikluson át a texasi törvényhozás tagja volt (1957-67), és a kis ligás baseball-bizottságban is tevékenykedett.
1998. május 1-jén Hawke feleségül vette Uma Thurman színésznőt, akit a Gattaca forgatásán ismert meg 1996-ban. Két gyermekük van, Maya (szül. 1998) és Levon (szül. 2002). A pár 2003-ban különvált Hawke hűtlenségéről szóló állítások miatt, a következő évben pedig beadták a válópert. A válást 2005 augusztusában véglegesítették.
Hawke 2008-ban vette feleségül Ryan Shawhughes-t, aki rövid ideig dadaként dolgozott az ő és Thurman gyermekeinél, mielőtt elvégezte a Kolumbia Egyetemet. A kapcsolatukkal kapcsolatos találgatásokat illetően Hawke azt mondta: "az [első] házasságom sokféle nyomás miatt ment tönkre, amelyek közül egyiknek sem volt köze Ryanhez". Két lányuk van.

## Filmográfia

### Film

#### Rendező, író és producer
| Év   | Magyar cím               | Eredeti cím              | Feladatkör | Feladatkör | Feladatkör | Megjegyzések     |
| Év   | Magyar cím               | Eredeti cím              | Rendező    | Író        | Producer   | Megjegyzések     |
| ---- | ------------------------ | ------------------------ | ---------- | ---------- | ---------- | ---------------- |
| 1994 |                          | Straight to One          | Igen       | Igen       | Igen       | rövidfilm (vágó) |
| 2001 |                          | Chelsea Walls            | Igen       | Nem        | Nem        |                  |
| 2004 | Mielőtt lemegy a Nap     | Before Sunset            | Nem        | Igen       | Nem        |                  |
| 2006 | Mi a gond velem?         | The Hottest State        | Igen       | Igen       | Nem        |                  |
| 2013 | Mielőtt éjfélt üt az óra | Before Midnight          | Nem        | Igen       | Nem        |                  |
| 2014 |                          | Seymour: An Introduction | Igen       | Nem        | Nem        | dokumentumfilm   |
| 2018 | Blaze                    | Blaze                    | Igen       | Igen       | Igen       |                  |
| 2019 | Újrakezdés               | Adopt a Highway          | Nem        | Igen       | Igen       |                  |
| 2023 | Vadmacska                | Wildcat                  | Igen       | Igen       | Igen       |                  |

#### Színész
| Év   | Magyar cím                              | Eredeti cím                                 | Szerep                        | Magyar hang     |
| ---- | --------------------------------------- | ------------------------------------------- | ----------------------------- | --------------- |
| 1985 | Űrrandevú                               | Explorers                                   | Ben Crandall                  | Fülöp Ervin     |
| 1989 | Holt költők társasága                   | Dead Poets Society                          | Todd Anderson                 | Bor Zoltán      |
| 1989 | Drága papa                              | Dad                                         | Billy Tremont                 | Lippai László   |
| 1991 | Fehér Agyar                             | White Fang                                  | Jack Conroy                   | Bolba Tamás     |
| 1991 | Szombat esti frász                      | Mystery Date                                | Tom McHugh                    | Csőre Gábor     |
| 1991 | Szombat esti frász                      | Mystery Date                                | Tom McHugh                    | Görög László    |
| 1991 | Szombat esti frász                      | Mystery Date                                | Tom McHugh                    | Joó Gábor       |
| 1992 | Lápvilág                                | Waterland                                   | Mathew Price                  | Boros Zoltán    |
| 1992 | Éjfélre kitisztul                       | A Midnight Clear                            | Will Knott                    | Tímár Andor     |
| 1993 | Puha kis sasfészek                      | Rich in Love                                | Wayne Frobiness               | Balázs Zoltán   |
| 1993 | Puha kis sasfészek                      | Rich in Love                                | Wayne Frobiness               | Markovics Tamás |
| 1993 | Életben maradtak                        | Alive                                       | Fernando "Nando" Parrado      | Bor Zoltán      |
| 1993 | Életben maradtak                        | Alive                                       | Fernando "Nando" Parrado      | Czető Roland    |
| 1994 | Kvíz-show                               | Quiz Show                                   | Don Quijote tanuló (cameo)    |                 |
| 1994 | Nyakunkon az élet                       | Reality Bites                               | Troy Dyer                     | Széles László   |
| 1994 |                                         | Floundering                                 | Jimmy                         |                 |
| 1994 | Fehér Agyar 2. – A fehér farkas mítosza | White Fang 2: Myth of the White Wolf        | Jack Conroy (cameo)           | Bolba Tamás     |
| 1995 | Mielőtt felkel a Nap                    | Before Sunrise                              | Jesse Wallace                 | Stohl András    |
| 1995 | Kutass és rombolj                       | Search and Destroy                          | Roger                         | Zsótér Sándor   |
| 1997 | Gattaca                                 | Gattaca                                     | Vincent Anton Freeman         | Kaszás Gergő    |
| 1998 | Szép remények                           | Great Expectations                          | Finnegan 'Finn' Bell          | Kaszás Gergő    |
| 1998 | A Newton fiúk                           | The Newton Boys                             | Jess Newton                   | Viczián Ottó    |
| 1999 | Begerjedve                              | The Velocity of Gary                        | Nat                           |                 |
| 1999 |                                         | Joe the King                                | Len Coles                     |                 |
| 1999 | Hó hull a cédrusra                      | Snow Falling on Cedars                      | Ishmael Chambers              | Crespo Rodrigo  |
| 2000 | Hamlet                                  | Hamlet                                      | Hamlet herceg                 |                 |
| 2001 | Az élet nyomában                        | Waking Life                                 | Jesse Wallace                 | Holl Nándor     |
| 2001 | Visszajátszás                           | Tape                                        | Vince                         | Csőre Gábor     |
| 2001 | Kiképzés                                | Training Day                                | Jake Hoyt nyomozó             | Balázs Zoltán   |
| 2001 | Kiképzés                                | Training Day                                | Jake Hoyt nyomozó             | Kaszás Gergő    |
| 2001 |                                         | Chelsea Walls                               | Sam (cameo hangja)            |                 |
| 2002 |                                         | The Jimmy Show                              | Ray                           |                 |
| 2004 | Életeken át                             | Taking Lives                                | Martin Asher / James Costa    | Kaszás Gergő    |
| 2004 | Mielőtt lemegy a Nap                    | Before Sunset                               | Jesse Wallace                 | Stohl András    |
| 2004 | Mielőtt lemegy a Nap                    | Before Sunset                               | Jesse Wallace                 | Kaszás Gergő    |
| 2005 | A 13-as rendőrőrs                       | Assault on Precinct 13                      | Jake Roenick őrmester         | Schmied Zoltán  |
| 2005 | Fegyvernepper                           | Lord of War                                 | Jack Valentine ATF ügynök     | Kaszás Gergő    |
| 2005 | Az utolsó randevú                       | One Last Thing...                           | Earl Jameison (cameo)         |                 |
| 2006 | Mi a gond velem?                        | The Hottest State                           | Vince                         | Lux Ádám        |
| 2006 | Megetetett társadalom                   | Fast Food Nation                            | Pete                          | Dolmány Attila  |
| 2007 | Mielőtt az ördög rádtalál               | Before the Devil Knows You're Dead          | Hank Hanson                   | Bolba Tamás     |
| 2008 | Bűnös utcák                             | What Doesn't Kill You                       | Paulie McDougan               | Kaszás Gergő    |
| 2008 |                                         | Chelsea on the Rocks (dokumentumfilm)       | önmaga                        |                 |
| 2008 | Szeretlek, New York                     | New York, I Love You                        | író                           | Tokaji Csaba    |
| 2009 | Brooklyn mélyén                         | Brooklyn's Finest                           | Sal Procida nyomozó           | Kaszás Gergő    |
| 2009 |                                         | Staten Island                               | 'Sully' Halverson             |                 |
| 2009 | Daybreakers – A vámpírok kora           | Daybreakers                                 | Edward Dalton                 | Kaszás Gergő    |
| 2011 | Titkok Párizsban                        | The Woman in the Fifth                      | Tom Ricks                     | Kaszás Gergő    |
| 2012 | Az emlékmás (rendezői változat)         | Total Recall                                | Carl Hauser                   | Kaszás Gergő    |
| 2012 | Sinister                                | Sinister                                    | Ellison Oswalt                | Kaszás Gergő    |
| 2013 | Mielőtt éjfélt üt az óra                | Before Midnight                             | Jesse Wallace                 | Stohl András    |
| 2013 | A bűn éjszakája                         | The Purge                                   | James Sandin                  | Kaszás Gergő    |
| 2013 | Versenyfutás az idővel                  | Getaway                                     | Brent Magna                   | Kaszás Gergő    |
| 2014 | Sráckor                                 | Boyhood                                     | Mason Evans Sr.               | Kaszás Gergő    |
| 2014 | Időhurok                                | Predestination                              | Doe ügynök                    | Czvetkó Sándor  |
| 2014 |                                         | Cymbeline                                   | Iachimo                       |                 |
| 2014 | Arctalan ellenség                       | Good Kill                                   | Tommy Egan őrnagy             | Dolmány Attila  |
| 2014 |                                         | Seymour: An Introduction (dokumentumfilm)   | önmaga                        |                 |
| 2015 | Tízezer szent                           | Ten Thousand Saints                         | Les Keffy                     | Kaszás Gergő    |
| 2015 | Maggie terve                            | Maggie's Plan                               | John Harding                  | Kaszás Gergő    |
| 2015 |                                         | Born to Be Blue                             | Chet Baker                    |                 |
| 2015 | Regresszió                              | Regression                                  | Bruce Kenner                  | Kaszás Gergő    |
| 2016 | Az erőszak völgye                       | In a Valley of Violence                     | Paul                          | Kaszás Gergő    |
| 2016 |                                         | The Phenom                                  | Hopper Gibson Sr.             |                 |
| 2016 | Maudie                                  | Maudie                                      | Everett Lewis                 | Kaszás Gergő    |
| 2016 | A hét mesterlövész                      | The Magnificent Seven                       | Goodnight Robicheaux          | Kaszás Gergő    |
| 2017 | Valerian és az ezer bolygó városa       | Valerian and the City of a Thousand Planets | Jolly, a strici               | Kaszás Gergő    |
| 2017 | A hitehagyott                           | First Reformed                              | Toller tiszteletes            | Kaszás Gergő    |
| 2017 | 24 óra a halálig                        | 24 Hours to Live                            | Travis Conrad                 | Kaszás Gergő    |
| 2018 | A meztelen Juliet                       | Juliet, Naked                               | Tucker Crowe                  | Kaszás Gergő    |
| 2018 | Blaze                                   | Blaze                                       | Rádiós műsorvezető (cameo)    | Moser Károly    |
| 2018 | Stockholm                               | Stockholm                                   | Kaj Hansson / Lars Nystrom    | Stohl András    |
| 2019 | Billy, a Kölyök                         | The Kid                                     | Pat Garrett                   | Stohl András    |
| 2019 | Újrakezdés                              | Adopt a Highway                             | Russell Millings              | Kaszás Gergő    |
| 2019 | Az igazság                              | The Truth                                   | Hank                          |                 |
| 2020 |                                         | Tesla                                       | Nikola Tesla                  |                 |
| 2020 |                                         | Cut Throat City                             | Jackson Symms                 |                 |
| 2021 |                                         | Zeros and Ones                              | JJ                            |                 |
| 2021 | A bűnös                                 | The Guilty                                  | Bill Miller őrmester (hangja) | Fekete Ernő     |
| 2021 | Fekete telefon                          | The Black Phone                             | Portyázó                      | Kaszás Gergő    |
| 2022 | Az Északi                               | The Northman                                | Horvendill király             | Kaszás Gergő    |
| 2022 | Tőrbe ejtve – Az üveghagyma             | Glass Onion: A Knives Out Mistery           | Miles asszisztense (cameo)    | Bor Zoltán      |
| 2022 |                                         | Raymond & Ray                               | Ray                           |                 |
| 2023 |                                         | Strange Way of Life (rövidfilm)             | Jake                          |                 |
| 2023 | Távol a világtól                        | Leave the World Behind                      | Clay                          | Széles Tamás    |
| 2025 |                                         | Blue Moon                                   | Lorenz Hart                   |                 |
| 2025 | Fekete telefon 2.                       | Black Phone 2                               | Portyázó                      |                 |

### Televízió
| Év    | Magyar cím              | Eredeti cím          | Szerep                        | Megjegyzések                                    |
| ----- | ----------------------- | -------------------- | ----------------------------- | ----------------------------------------------- |
| 2003  | Alias                   | Alias                | James L. Lennox CIA ügynök    | 1 epizód                                        |
| 2007  | Robotcsirke             | Robot Chicken        | Godzilla Jr. / Jason (hangja) | 1 epizód                                        |
| 2011  |                         | Moby Dick            | Starbuck                      | 2 epizód                                        |
| 2015  |                         | Exit Strategy        | Eric Shaw                     | próbaepizód                                     |
| 2019  |                         | The Purge            | James Sandin                  | 1 epizód                                        |
| 2020  |                         | The Good Lord Bird   | John Brown                    | - 7 epizód - alkotó, író és vezető producer     |
| 2022  | Holdlovag               | Moon Knight          | Arthur Harrow                 | - főszereplő - magyar hangja: - Kaszás Gergő    |
| 2022  | Az utolsó filmcsillagok | The Last Movie Stars | önmaga                        | dokumentumsorozat (rendező)                     |
| 2022– | Batwheels               | Batwheels            | Bruce Wayne / Batman (hangja) | - főszereplő - magyar hangja: - Törköly Levente |

## Magyarul megjelent művei
- Mi a gond velem?; ford. Feig András; Ulpius-ház, Bp., 2000
- Hamvazószerda; ford. Juhász Viktor; Ulpius-ház, Bp., 2003 (Ulpius modern könyvtár)
- A sötétség ragyogó sugara; ford. Szieberth Ádám; Athenaeum Kiadó Kft., Bp., 2021